# Phyllolabis moormi
Phyllolabis moormi är en tvåvingeart som beskrevs av Alexander 1961. Phyllolabis moormi ingår i släktet Phyllolabis och familjen småharkrankar. Inga underarter finns listade i Catalogue of Life.